# Tiberio Julio Secundo
Tiberio Julio Secundo (en latín: Tiberius Iulius Secundus) fue un senador romano del siglo II, que desarrolló su carrera política bajo los imperios de Domiciano, Nerva, Trajano y Adriano.

## Carrera política
Su primer cargo conocido fue el de consul suffectus entre abril y junio de 116, bajo Trajano. Después, ya bajo Adriano, entre los años 131 y 132, fue procónsul de la provincia de África.